# Alekhin (cràter)
Alekhin és un cràter lunar que es troba a l'hemisferi sud de la cara oculta de la Lluna. Es troba al nord del ctràter Zeeman, i al sud-sud-oest del Fizeau. A l'oest hi trobem el cràter Crommelin, i a l'est-sud-est hi ha el Doerfel.
La vora de l'Alekhin ha estat erosionada fortament pels subsegüents impactes en el punt on la vora és poc més que una marca corba a la superfície. La paret exterior està totalment sobreposada pel parell de cràters format pel cràter Dawson a través de la vora nord-oest i per Dawson D a la vora nord-occidental. La vora sud és una mica més marcada per les ranures i per les irregularitats a la superfícies, en comparació amb la de la vora nord-oriental. Al terra hi ha una sèrie de petits cràters.

## Cràters satèl·lits
Per convenció, aquestes característiques s'identifiquen en els mapes lunars localitzant la lletra en el punt mitjà de la vora del cràter que es troba més proper a Alekhin.
| Alekhin | Latitud | Longitud | Diàmetre |
| ------- | ------- | -------- | -------- |
| E       | 67.2° S | 124.1° W | 38 km    |